# Тлот Тлот
Тлот Тлот (на английски: Tlot Tlot) е австралийска рок група от Мелбърн, създадена през 1986 година като Ман ин дъ Ууд и разпаднала се в началото на 1996 година.

## История
Тлот Тлот е създадена в Мелбърн през 1986 година с членове Андрю Браянт (китара), Оуън Болуъл (бас, вокали) и Стенли Ползън (барабаните, вокал). Ман ин дъ Ууд има само един албум: Thumper, записан в 1989 и издаден през 1990.
В 1991 година, Браянт напуска Ман ин дъ Ууд и групата се преименува на „Тлот Тлот“. Неговото място се заема от Роб Кларксън. Първият албум на Тлот Тлот A Day at the Bay, е издаден през 1991 година. Кларксън напуска Тлот Тлот след изданието.
В 1992 е издаден албумът им Pistolbuttsa'twinkle. Впоследствие пускат сингъла Old Mac.
През 1995 година, групата издава втория си сингъл The Girlfriend Song, и последният им албум Fashion Takes a Holiday, на лейбъла EMI.
Групата се разпада в началото на 1996 година. Ползън е сега вокалист и китарист за „Фред Астериоу“, и Болуъл е женен до Мерил Бейнбридж през 2003 година. Има 2 деца.

## Дискография
- Rain b/w Glamour and the Sand (1989) (издава как Ман ин дъ Ууд)
- Thumper (1990) (издава как Ман ин дъ Ууд)
- A Day at the Bay (1991)
- Pistolbuttsa'twinkle (1992)
- Old Mac (1992)
- Pistolbuttsatwinkle'atwinkle (1993, преиздание от Pistolbuttsa'twinkle с бонус песни от A Day at the Bay)
- The Live Set - Volume 1 (1993)
- The Girlfriend Song (1995)
- Fashion Takes a Holiday (1995)